# Dicranomyia (Dicranomyia) punctipennis
Dicranomyia (Dicranomyia) punctipennis is een tweevleugelige uit de familie steltmuggen (Limoniidae). De soort komt voor in het Australaziatisch gebied.